# 西村里
25°02′09″N 121°33′49″E / 25.035926°N 121.563528°E
西村里，是臺灣臺北市信義區所轄的里，位於傳統聚落興雅之興雅及上車層部分地區。基隆路東側為臺北市政府及部分信義計畫區，西側是以前身為四四西村的忠駝國宅。

## 里界
北至光復南路421巷右轉光復南路421巷122號至基隆路一段364巷間無名巷再左轉基隆路一段至松高路中心線分別與正和、興隆、與雅里為界，東至松仁路中心線與安康里為界，南至基隆路一段380巷右轉基隆路一段銜接信義路五段分別與中興、三張、景新、景聯里為界，西至光復南路421巷98號至基隆路一段364巷間無名巷及光復南路中心線與正和里、大安區為界。

## 歷史沿革
1951年8月1日自興雅里19鄰劃出成立，原住戶皆為聯勤44兵工廠成員，因位於44兵工廠之西而以四四西村命名為「西村里」，以別於該廠其它四四東村、四四南村兩眷村。1990年3月12日，臺北市行政區域調整，本里將興雅里松高路以南劃入，松仁路以東區域劃歸安康里，里名未變。

## 里內設施
- 四四西村（忠駝國宅）
- 臺北市政府
- 臺北世貿中心
- 臺北國際會議中心
- 臺北101
- 臺北寒舍艾美酒店
- 台北君悅酒店
- 新光三越 A8、A9、A11館
- 微風廣場松高店、南山廣場店
- ATT 4 FUN信義店
- Neo 19
- 遠東百貨遠百信義A13
- Apple信義A13
- 信義威秀影城
- 信義區公所

## 外部連結
- 臺北市信義區公所-信義故事-信義與松山扯不清 （页面存档备份，存于）